# Schweizerische Botschaft in Montevideo
Die Schweizerische Botschaft Montevideo ist der Sitz der diplomatischen Vertretung der Schweizerischen Eidgenossenschaft in Uruguay.
Das Botschaftsgebäude liegt in der uruguayischen Landeshauptstadt Montevideo im dortigen Stadtviertel Pocitos. Die Räumlichkeiten befinden sich dort in der elften Etage des Anwesens Calle Ing. Federico Abadie 2936/40. Im Januar 2012 gab das Eidgenössische Departement für auswärtige Angelegenheiten (EDA) bekannt, dass die konsularischen Dienste in Montevideo im Laufe des Jahres 2012 eingestellt werden und die Auslagerung der diesbezüglichen Aktivitäten in ein regionales Konsularzentrum nach Buenos Aires erfolgt.

## Bilaterale Beziehungen Schweiz-Uruguay
Die bilateralen Beziehungen der beiden Länder blicken aufgrund der Tatsache, dass Uruguay für zahlreiche Deutschschweizer schon im 19. Jahrhundert ein Auswanderungsziel bildete, bereits auf eine lange Geschichte zurück. In den Städten Montevideo, Paysandú und Minas betrieben Schweizer durch die Gründung von Vereinen, Schützengesellschaften und Chören Brauchtumspflege. In den Jahren 1862/1863 zeichneten Bauern schweizerischer Herkunft zudem maßgeblich verantwortlich für die Gründung der uruguayischen Stadt Nueva Helvecia. 
1859 ernannte die Schweiz erstmals einen Konsul in Uruguay. Eine erste diplomatische Vertretung wurde schließlich nach dem Zweiten Weltkrieg 1947 in Montevideo eröffnet. Drei Jahre zuvor entstand 1944 bereits eine schweizerische Handelskammer in Uruguay.